# Gymnapogon japonicus
Gymnapogon japonicus és una espècie de peix pertanyent a la família dels apogònids.

## Descripció
- Pot arribar a fer 5 cm de llargària màxima.
- Cos sense escates.
- 7 espines i 10 radis tous a l'aleta dorsal i 2 espines i 9 radis tous a l'anal.
- Aleta caudal en forma de ventall i amb molts radis.
- Presenta molts pigments de color marró fosc al peduncle caudal.[5][6]

## Hàbitat
És un peix marí, bentopelàgic i de clima tropical.

## Distribució geogràfica
Es troba al Pacífic occidental: des del Japó fins a les illes Filipines.

## Observacions
És inofensiu per als humans.